# Frank Bainimarama
L'amiral Ratu Josaia Voreqe Bainimarama, plus connu sous le nom de Frank Bainimarama, né le 27 avril 1954 sur l'île de Bau, est un homme politique et ancien militaire fidjien. 
Commandant des Forces militaires des Fidji de 1999 à 2014, il préside une première fois un gouvernement militaire intérimaire du 29 mai au 13 juillet 2000 après le coup d'État avorté de George Speight, puis du 5 décembre 2006 au 4 janvier 2007 après la réussite de son propre coup d'État. Premier ministre intérimaire depuis le 5 janvier 2007, il est titularisé à son poste le 22 septembre 2014, date à laquelle il prête serment pour un mandat de quatre ans, ayant remporté les premières élections depuis le coup d'État de 2006. Il remporte également les élections de 2018, mais perd le pouvoir lors de celles de 2022. Il perd l'année suivante son statut de chef de l'opposition. En 2024, il est condamné à un an de prison ferme et incarcéré.

## Biographie
Frank Bainimarama vient du village de Kiuva dans la péninsule de Kaba (province de Tailevu), aux Fidji. Il a deux frères, Ratu Meli Bainimarama et Ratu Timoci Bainimarama, et a épousé Maria Makitalena, dont il a six enfants. Il avoue une passion pour le sport et notamment pour le rugby à XV et l'athlétisme. Il siégea même un temps à la Fédération fidjienne de rugby à XV. Il est de religion chrétienne et de confession protestante (méthodiste).
Bien qu'il ait droit au titre coutumier de Ratu, il ne s'en prévaut pas.

## Carrière militaire
Il rejoignit la marine fidjienne le 26 juillet 1975, et obtint le grade de lieutenant en 1984. En 1985 lui fut confié le commandement du navire HMFS Kikau, son premier commandement. En 1986, il fut déployé avec la Force multinationale et observateurs au Sinaï. En 1988, il fut promu commandant de la Division marine fidjienne, et obtint le grade de capitaine en 1995. Le 25 février 1999, il fut nommé à la tête des armées.
Le 5 mars 2014, en accord avec la nouvelle Constitution qu'il a faite proclamer, Bainimarama démissionne de ses fonctions de commandant des forces armées, restant à la tête du gouvernement en tant que simple civil afin de pouvoir participer aux élections législatives en septembre. Le général de brigade Mosese Tikoitoga lui succède.

## Le « héros » de la crise de 2000
En mai 2000, le gouvernement démocratiquement élu du Premier ministre Mahendra Chaudhry fut renversé par un coup d'État civil mené par l'homme d'affaires George Speight. Speight prit le gouvernement en otage et exigea des réformes du système politique, afin de garantir la suprématie politique de la population autochtone.
Bainimarama obtint la démission du président de la République, Ratu Sir Kamisese Mara, et prit temporairement les pleins pouvoirs afin de résoudre la crise. Il négocia avec Speight, obtint la libération des otages en juillet, puis céda immédiatement le pouvoir à un gouvernement civil de transition, dirigé par Laisenia Qarase. Qarase obtint une légitimité démocratique en remportant les élections législatives de 2001. Speight fut emprisonné.
En novembre 2000, un petit nombre de soldats partisans de George Speight tentèrent d'assassiner Bainimarama, qui ne leur échappa qu'en sautant par une fenêtre de la caserne où il se trouvait. La mutinerie fut réprimée, mais Bainimarama conserva une hostilité implacable à l'encontre des partisans de Speight ; ce facteur allait s'avérer déterminant au cours des années suivantes.
À la suite des évènements de 2000, Bainimarama fut presque unanimement célébré comme héros national, pour avoir résolu la crise et remis le pouvoir à un gouvernement civil. Le journal Fiji Daily Post le nomma « Homme de l’année » en reconnaissance pour ses actes.
Après les élections de 2001, Qarase forma un gouvernement de coalition avec l'Alliance conservatrice, un parti fondé par les partisans de George Speight ; Speight lui-même avait été élu député depuis sa cellule de prison. L'Alliance conservatrice avait pour objectif avoué d'obtenir l'amnistie pour Speight et pour les autres auteurs du coup d'État, ainsi que de faire appliquer ses politiques raciales visant à exclure la minorité indienne de toute participation à la vie politique du pays. Bainimarama exprima publiquement son mécontentement à l'entrée de l'Alliance au gouvernement. En 2005, le gouvernement Qarase annonça un projet de loi visant à amnistier certains auteurs du coup d'État de 2000. Bainimarama s'y opposa publiquement, et envoya des représentants de l'armée faire campagne contre le projet de loi dans les villages fidjiens. Il déclara par ailleurs que son armée ne se plierait pas aux ordres d'un gouvernement avec lequel il avait un profond désaccord de principe.

## Le coup d’État du5 décembre 2006
Aux premières heures du 5 décembre 2006, Bainimarama annonça avoir pris le contrôle de l'archipel fidjien. Le coup d'État s'était fait sans effusion de sang. Dans la foulée, Bainimarama limogea le Premier ministre en place, Laisenia Qarase, qui avait préalablement sollicité une intervention australienne pour mettre fin au coup d'État. Or, le Premier ministre australien John Howard refusa d'impliquer son pays dans cette crise. 
Pour sa part, Bainimarama affirma rendre le pouvoir la semaine suivante et voulait faire pression sur le président Josefa Iloilo pour nommer un gouvernement intérimaire et organiser de nouvelles élections. Bainimarama désigna Jona Senilagakali, un médecin militaire retraité, en tant que Premier ministre intérimaire. Il refusa d'instaurer un couvre-feu et appela les Fidjiens à reprendre une vie normale. 
Le 4 janvier 2007, Bainimarama remet le pouvoir au président élu Josefa Iloilo, lequel avait donné sa bénédiction aux putschistes en leur promettant l'amnistie. Ce dernier nomme Bainimarama Premier ministre le lendemain malgré les pluies de protestations. Celui-ci, sous la pression des pays voisins, promet des élections libres et démocratiques pour mars 2009. Il ajoute qu'il ne participera pas aux élections.

### Les raisons du coup d’État
Cela faisait plusieurs mois que Bainimarama menaçait d'effectuer un coup d'État. Il avait sommé le Premier ministre Qarase de mettre fin à deux axes particulièrement controversés de sa politique :
- la « discrimination positive » qui visait à améliorer l'insertion socio-économique des indigènes, mais négligeait la misère des fermiers indo-fidjiens les plus pauvres, et, aux yeux de Bainimarama, avivait les tensions inter-ethniques ;
- un projet de loi qui aurait facilité l'obtention d'un pardon et d'une amnistie pour les complices de George Speight, l'auteur nationaliste indigène du coup d'État de 2000. Bainimarama affirma qu'il ne pouvait tolérer voir des « terroristes » remis en liberté. À noter par ailleurs que Bainimarama avait échappé de peu (en sautant par une fenêtre) à une tentative d'assassinat effectuée par des partisans de Speight en 2000.

Qarase se dit prêt à discuter du projet de loi d'amnistie, mais annonça qu'il ne reculerait pas en ce qui concernait la « discrimination positive ». Les deux hommes tentèrent une négociation, avec l'aide d'une médiation néo-zélandaise, mais sans succès.
Lors de son discours prononcé au moment du coup d'État, Bainimarama accusa Qarase d'avoir « divisé la nation » en accentuant les clivages inter-ethniques; certains membres du gouvernement de Qarase avaient en effet proféré des propos ouvertement racistes à l'encontre des Indo-Fidjiens (ces « mauvaises herbes », d'après la ministre des Femmes Aseneca Caucau). Il accusa également Qarase d'être corrompu, accusation pour laquelle aucune preuve n'a été avancée à ce jour. Il ajouta que le coup d'État devait permettre de « résoudre la crise » provoquée, selon lui, par la politique de Qarase.
Fin avril 2009, il expliqua au journal The Australian : « Ma vision pour Fidji est celle d’un pays libéré du racisme. C’est le plus grand problème que nous ayons eu ces vingt dernières années et il faut s’en débarrasser. Ce sont les mensonges dont on alimente les Fidjiens autochtones qui sont la cause de tout ça, particulièrement les mensonges des chefs qui dominent nos vies. Et les politiciens en prennent avantage. Nous devons fondamentalement changer de cap. Nous devons nous débarrasser de Qarase et de tout ce qui a trait au coup d’État de 2000, et repartir sur un tout nouveau chemin. »

## Premier ministre (2006-2022)

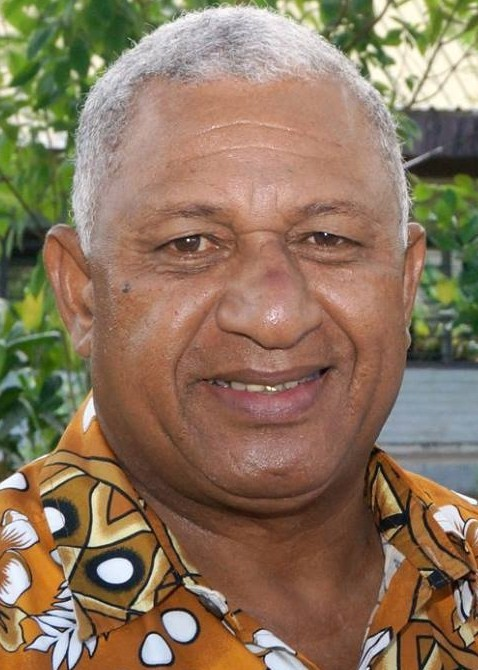
Frank Bainimarama.

À la tête d'un gouvernement de transition (2006-2009), Bainimarama est chargé, outre la fonction de Premier ministre intérimaire, des portefeuilles de ministre des Affaires étrangères, de la Coopération internationale et de l'Aviation civile, ministre des Finances, ministre du Service public et ministre de l'Agriculture,.
En 2008, Qarase porte l'affaire devant la Cour suprême, et demande que le gouvernement dirigé par Bainimarama soit déclaré illégitime. En octobre, la Cour déclare que le président Iloilovatu n'a pas outrepassé ses fonctions en nommant Bainimarama à la tête du gouvernement ; le gouvernement issu du coup d'État serait donc juridiquement légitime,.
Bainimarama se fixe pour objectif de mettre fin aux tensions inter-ethniques, en évitant toute politique focalisée sur l'appartenance ethnique, et en remplaçant les listes électorales communautaires par des listes dénuées de distinctions ethniques entre les citoyens. Il affirme qu'il est nécessaire de promouvoir l'unité nationale pour éviter de nouveaux coups d'État à l'avenir.
Le 10 avril 2009, la Cour d'appel des Fidji juge illégale le renversement du gouvernement démocratique pendant le coup d'État de 2006 et Bainimarama remet sa démission de Premier ministre intérimaire. Le président Josefa Iloilo annonce alors la suspension de la Constitution et assume les pleins pouvoirs. Le 11 avril 2009, il nomme de nouveau l'amiral Frank Bainimarama Premier ministre.
En septembre 2011, l'Institut Lowy, en Australie, publie un sondage indiquant que 66 % des Fidjiens (dont 60 % des autochtones et 75 % des Indo-Fidjiens) auraient une opinion favorable ou très favorable du travail de Bainimarama en tant que premier ministre ; 8 % en auraient une opinion défavorable ou très défavorable. 65 % estimeraient que le pays est sur une bonne voie ; 21 % expriment l'opinion inverse. (Paradoxalement, Laisenia Qarase avait eu un taux d'opinion favorable de 73 % en juin 2006.), Dans un contexte de répression des syndicats et de censure des médias, Felix Anthony, le secrétaire national du Congrès des Syndicats fidjiens, suggère que les personnes interrogées s'étaient senties intimidées. Le premier ministre samoan Tuilaepa Sailele Malielegaoi, depuis longtemps le critique le plus féroce de Bainimarama, a la même réaction. L'Institut lui-même affirme que les participants n'avaient pas semblé inhibés, puisque environ un tiers n'hésitèrent pas à dire que Bainimarama exerçait ses fonctions de manière « moyenne » (25 %), mauvaise (5 %) ou très mauvaise (3 %).
Le 21 mars 2013, le gouvernement publie une proposition de nouvelle Constitution, soumise à la consultation populaire avant finalisation par le gouvernement lui-même. Il renonce ainsi à la tenue d'une assemblée constituante, pourtant promise. Le lendemain, Bainimarama annonce qu'il sera candidat aux élections législatives prévues pour septembre 2014, et qu'il compte fonder un parti politique à cet effet. Il lance le parti Fidji d'abord (FijiFirst). Son parti remporte trente-deux sièges sur cinquante au Parlement, et Bainimarama conserve ainsi le poste de premier ministre, cette fois avec l'appui d'un Parlement démocratiquement élu. Il prête serment le 22 septembre,,.
Secondé par son influent ministre Aiyaz Sayed-Khaiyum, il promeut le multiculturalisme et l'unité de la nation dans sa diversité, légifère pour que le mot « fidjien » dénote tous les citoyens du pays et non plus uniquement les autochtones, abroge le Grand Conseil des chefs et bénéficie d'un fort soutien électoral de la part des Indo-Fidjiens ainsi que d'une partie de la population autochtone,. Dans le même temps, toutefois, il fait preuve d'autoritarisme et restreint la liberté d'expression et notamment la liberté de la presse.
S'étant positionné comme un porte-parole des petits États insulaires sur la question du réchauffement climatique, il préside la Conférence de Bonn de 2017 sur les changements climatiques. Plus généralement, il met en place une politique étrangère active et ambitieuse pour les Fidji,, et se voit décerner le titre de champion de la Terre par le Programme des Nations unies pour l'environnement pour son activisme international sur les enjeux du réchauffement climatique.
Son parti conserve une courte majorité absolue des sièges aux élections législatives de novembre 2018, lui conférant un nouveau mandat à la tête du gouvernement. Il entame formellement son nouveau mandat de Premier ministre le 20 novembre.
En septembre 2019, conjointement avec la Première ministre néo-zélandaise Jacinda Ardern, la Première ministre islandaise Katrín Jakobsdóttir, la Première ministre norvégienne Erna Solberg et le président costaricien Carlos Alvarado, il initie l'Accord sur le changement climatique, le commerce international et la durabilité (Agreement on Climate Change, Trade and Sustainability) en marge de la 74e session de l'Assemblée générale des Nations unies.
En septembre 2022, s'adressant à l'Assemblée générale des Nations unies, il condamne « la guerre d'agression de la Russie contre l'Ukraine [...] qui reflète une mentalité brutale de conquête et d'empire », et rappelle que son pays est d'autant plus attaché à la paix que des soldats fidjiens participent à la Force de maintien de la paix des Nations unies.

## Chef de l'opposition parlementaire (2022-2023)
Son parti perd de peu sa majorité absolue aux élections législatives de décembre 2022, qui produisent un parlement sans majorité. Son parti Fidji d'abord se trouve à égalité de sièges avec la coalition de l'Alliance populaire, nouveau parti de Sitiveni Rabuka, et du Parti de la fédération nationale, à deux sièges de la majorité absolue. En position de faiseur de roi avec ses trois sièges, le Sodelpa vote par seize voix contre quatorze de son comité de direction pour se rallier à la coalition des partis d'opposition, plutôt qu'à Fidji d'abord. Cet accord tripartite permet aux trois partis d'opposition de former un gouvernement majoritaire mené par Sitiveni Rabuka, et met fin aux seize années de pouvoir de Frank Bainimarama,,.
Frank Bainimarama devient chef de l'opposition au Parlement. Le 17 février 2023, toutefois, il est suspendu du Parlement pour une durée de trois ans, la majorité parlementaire ayant estimé que son premier discours au Parlement après ces élections était « séditieux ». Il y avait accusé le nouveau gouvernement de ne pas vouloir respecter la Constitution, et le président Wiliame Katonivere de ne pas suffisamment la défendre.
Le 8 mars 2023, il démissionne de son poste de député, ce qui permet au prochain candidat le mieux placé sur la liste du parti Fidji d'abord, Sachida Nand, de lui succéder automatiquement comme député. Ceci ramène à vingt-six le nombre de députés du parti. Frank Bainimarama demeure chef du parti, mais cède le poste de chef de l'opposition parlementaire à Inia Seruiratu,.

## Condamnation et incarcération en 2024
Le 9 mai 2024, la Haute Cour le condamne à un an de prison ferme pour avoir, en tant que Premier ministre, ordonné à la police en 2019 de cesser son enquête sur le financement de l'université du Pacifique Sud. Sa peine le rend inéligible aux élections législatives de 2026 et de 2030. Il est incarcéré le même jour.
Étant toujours toutefois chef du parti, en mai 2024 il ordonne aux députés du parti de voter contre un projet de loi augmentant de manière substantielle les salaires des députés ; il leur rappelle que beaucoup de citoyens sont pauvres et ne sauraient accepter que leurs représentants s'octroient un tel privilège. Dix-sept députés ayant fait fi de cet ordre sont exclus du parti et risquent de ce fait de perdre leurs sièges de députés, en application de l'article 63(h) de la Constitution des Fidji qui dispose que le siège d'un député devient vacant si ce député vote en contradiction avec la directive de son parti. Le 14 juin, toutefois, le président du Parlement, Ratu Naiqama Lalabalavu, dispose qu'ils demeurent députés. En conséquence, Frank Bainimarama (chef du parti), Aiyaz Sayed-Khaiyum, Sailesh Kumar (cofondateur du parti), Ratu Joji Satakala (président du parti), Adi Selai Adimaitoga (vice-présidente du parti), Ravindran Kumaran (vice-président du parti), Hem Chand (trésorier du parti) et Faiyaz Koya (secrétaire général du parti) démissionnent tous du parti, pour protester.
Peu après, l'autorité publique d'enregistrement des partis politiques enjoint le parti à adopter des règles de gestion de ses conflits internes, faute de quoi il serait dissous. Les chefs du parti ayant tous démissionné, Fidji d'abord est toutefois dans l'incapacité d'obéir à cette injonction. En conséquence, il est dissous le 2 juillet. Ses députés deviennent des indépendants,.
Le 8 novembre 2024, Frank Bainimarama est libéré de prison avant terme après avoir purgé six mois de prison pour entrave à la justice.

## Tensions régionales et controverses
Avant 2014, Frank Bainimarama est fréquemment qualifié de dictateur. Le 21 janvier 2007, à la suite des interdictions de séjour imposées par la Nouvelle-Zélande à plusieurs sympathisants de Bainimarama, et notamment à Parmesh Chand, un responsable exécutif fidjien, Bainimarama menace la Nouvelle-Zélande de manière voilée, indiquant que « Fidji n'écarte pas la possibilité d'une riposte si la Nouvelle-Zélande continue de mépriser et frustrer l'administration par intérim ». Bainimarama menace notamment de renvoyer dans leur pays les nombreux travailleurs néo-zélandais qui vivent aux Fidji.
Fin mars 2008, Bainimarama fait parvenir une lettre au gouvernement chinois indiquant son soutien à la politique menée au Tibet. Ce positionnement, dû à l'aide chinoise dont bénéficient les Fidji, crée un émoi dans la classe politique de l'archipel.
En 2013, il lance avec succès le Forum du développement des îles du Pacifique, qui rassemble la plupart des petits États insulaires du Pacifique mais exclut l'Australie et la Nouvelle-Zélande.

## Positions sur l'héritage de l'ère coloniale

Drapeau des Fidji.

Bainimarama affiche dans son bureau un portrait d'Élisabeth II, reine du Royaume-Uni et ancienne reine des Fidji. Il se déclare monarchiste en 2009 : « Je suis toujours loyal envers la Reine. Beaucoup de personnes le sont aux Fidji. L’une des choses que je voudrais faire serait de la voir redevenir notre monarque, qu’elle soit Reine des Fidji à nouveau ». En 2012, il réitère qu'il espère qu'elle redeviendrait Reine des Fidji après les élections législatives de 2014, lorsque le pays serait redevenu une démocratie et qu'il serait accepté à nouveau au sein du Commonwealth des Nations. Dans le même temps toutefois, il supprime le jour férié célébrant l'anniversaire officiel de la reine et fait remplacer le portrait d'Élisabeth II sur les billets de banque et les pièces de monnaie par la flore et la faune des Fidji, malgré les protestations d'une partie de la population.
Lors de ses vœux au pays le Jour de l'An en 2013, Frank Bainimarama annonce que l'Union Jack serait bientôt retiré du drapeau des Fidji, afin de « refléter un sentiment de renouveau national, de renforcer une nouvelle identité fidjienne et une nouvelle confiance en tant que Fidjiens sur la scène mondiale ». En juin 2015, un sondage suggère que 53 % des Fidjiens sont opposés à tout changement du drapeau ; seuls 32 % sont favorables à un changement, les autres étant indécis ou bien refusant de se prononcer. 63 % des sondés souhaitent que l'Union Jack soit conservé sur le drapeau fidjien. Les jeunes adultes s'avèrent les plus attachés au drapeau existant.

S'ajoutant à cette opposition populaire, la médaille d'or remportée par l'équipe masculine de rugby à sept aux Jeux olympiques d'été de 2016 à Rio de Janeiro au mois d'août, et l'engouement qui en résulte aux Fidji, amène le gouvernement à renoncer à introduire un nouveau drapeau. Frank Bainimarama explique, :

« En tant que Premier ministre, j'ai été profondément ému de voir la manière dont les Fidjiens se sont rassemblés autour du drapeau national alors que notre équipe de rugby à sept ramenait l'or olympique pour les Fidji. [...] Même si je demeure personnellement convaincu que nous devons remplacer certains des symboles coloniaux du drapeau avec une expression authentiquement autochtone de notre présent et de notre avenir, il est clair pour le gouvernement depuis février que le drapeau ne doit pas être changé dans un avenir prévisible. »